# Puerta de Toledo (metrostation)
Puerta de Toledo is een metrostation in het stadsdeel Centro van de Spaanse hoofdstad Madrid. Het station werd geopend op 5 juni 1968 en wordt bediend door lijn 5 van de metro van Madrid.